# HMS Ambuscade (1926)
HMS Ambuscade var en brittisk jagare som tjänstgjorde under andra världskriget. Hon och hennes Thornycroft-konkurrent, HMS Amazon, var prototyper som utformades för att utnyttja framstegen inom konstruktion och maskineri sedan första världskriget och utgjorde grunden för Royal Navy:s utveckling av jagare fram till Tribal-klassen 1936.
Hon sjösattes den 15 januari 1926, tjänstgjorde under andra världskriget och skrotades i Troon 1946.

## Design och konstruktion
I november 1923 begärde amiralitetet av de stora brittiska varven som specialiserat sig på jagare att de skulle ta fram ritningar till Royal Navys första jagare sedan första världskrigets slut. Fartygen skulle ha en liknande beväpning som de tidigare jagarna av W-klass (dvs. fyra 12 cm kanoner och sex 53,3 cm torpedtuber), men de skulle ha en större räckvidd, minst 5 000 nautiska mil (9 300 km) vid marschfart. Det krävdes en hastighet på minst 34 knop (63 km/h) och fartygen fick inte vara längre än 96,01 meter.
Yarrow och Thornycroft vann och beställningar på ett fartyg vardera gjordes i juni 1924. Yarrows design, som blev HMS Ambuscade, var mindre och lättare (93,57 meter lång) och (1 610 ton deplacement vid full last) än Thornycrofts Amazon (95,02 meter lång och 1 841 ton full last). Fartyget var utrustat med Yarrows utmärkande inåtlutande-akter som enligt Yarrow ökade fartygets hastighet med upp till 1 knop (1,9 km/h) jämfört med en konventionell V-formad akter.
För att uppnå den effektivare bränsleförbrukning som krävdes enligt specifikationen utrustades Ambuscade med tre Yarrowpannor med luftförvärmning, som arbetade med ett tryck på 2 000 kPa och en överhettning på 111 °C. Dessa matade växlade ångturbiner och drev två propelleraxlar. Maskineneriet var dimensionerat till 35 500 axelhästkrafter (26 500 kW).
Ambuscades huvudbeväpning bestod av fyra 12 cm BL Mk I-kanoner. Dessa kanoner avfyrade en granat på 23 kg till en räckvidd av 14 400 meter med en hastighet av 5-6 skott per kanon och minut, med 190 granater per kanon. (Senare jagare utrustades med QF-kanoner med en högre eldhastighet). Luftvärnsbestyckningen bestod av två 40 mm "pom-poms" (med 100 skott per kanon) och fyra Lewiskulsprutor. Torpedbestyckningen bestod av sex 53,3 cm torpedtuber i två trippelmontage.
Fartygets bestyckning genomgick ett antal förändringar under andra världskriget. I april 1941 ersattes det tredubbla torpedtubsfästet i aktern av en 7,6 cm luftvärnskanon. Ytterligare förändringar var att man lade till två 20 mm Oerlikon automatkanoner, tog bort två 12 cm kanoner ("A"- och "Y"-tornen), ersatte fartygets avståndsmätare med en radar, monterade en "Hedgehog"-granatkastare för ubåtsjakt och mer sjunkbombsutrustning. Fartygets "Hedgehog"-granatkastare och återstående torpedtuber avlägsnades när fartyget utrustades med två Squid-granatkastare i maj 1943.
Ambuscade kölsträcktes på Yarrows varv i Glasgow 8 december 1924 och sjösattes 14 januari 1926. Under hastighetstester den 2 mars 1927 nådde Ambuscade en medelhastighet på 36,88 knop (68,30 km/h). Hon togs i bruk 9 april 1927.

## Tjänstgöring
Efter att ha tagits i bruk placerades Ambuscade (med flaggnummer D38) i Atlantflottan för försök och genomgick reparationer och modifieringar på Chatham Dockyard mellan september och november samma år, innan hon återgick till normal tjänstgöring. Mellan april och augusti 1928 skickades Ambuscade och Amazon på en kryssning till Sydamerika och Västindien för att utvärdera fartygen och deras maskineri under tropiska förhållanden. Båda fartygen stötte på problem med höga temperaturer i maskinrummen, medan Ambuscade också led av vibrationer och hade en kortare räckvidd än specificerat. I allmänhet ansågs Amazons maskineri vara bättre än Ambuscades. Efter att ha återvänt till Storbritannien anslöt sig Ambuscade till Medelhavsflottans tredje jagarflottilj. I augusti 1929 träffades hon av en övningstorped vilket skadade hennes propellrar och styrbords propelleraxel, vilket krävde reparationer på Malta fram till oktober samma år. I januari 1930 övergick Ambuscade till den fjärde jagarflottiljen, som också ingick i Medelhavsflottan. I augusti återkom Ambuscade till Malta för reparationer igen, denna gång på grund av problem med fartygets turbiner. Reparationerna pågick fram till mars 1931, då Ambuscade återvände till Storbritannien och placerades i malpåse i Sheerness.
I juni 1932 togs Ambuscade ur malpåse och anslöt sig till hemflottan och tjänstgjorde i irländska vatten. I december 1932 bestämdes att Ambuscade skulle användas som en tender till torpedskolan för utbildning och försök. Ambuscade fortsatte med denna uppgift fram till februari 1937, då fartygets turbiners dåliga skick ledde till en ombyggnad i Portsmouth, där turbinerna byttes ut.
Ambuscades renovering pågick fram till maj 1940, då hon återigen togs i tjänst av den sextonde jagarflottiljen baserad i Harwich och fick ett nytt flaggnummer, I38. Den 10 juni deltog Ambuscade i försöket att evakuera trupper från 51:a (Highland) divisionen från Saint-Valery-en-Caux (Operation Cycle). Ambuscade skadades av tysk granateld när hon tog ombord trupperna, och på resan tillbaka till Portsmouth bogserade hon jagaren HMS Boadicea efter att den sistnämnda hade skadats svårt av tyska störtbombflygplan. Efter reparationen återgick Ambuscade till sin flottilj och utförde patruller och konvojeskort i juli och augusti 1940, innan det i september övergick till den tolfte jagarflottiljen med bas i Greenock, men återkommande problem med fartygets turbin resulterade i fler reparationer från september till november 1940.
Ambuscade återförenades sedan med sin flottilj, som då var baserad på Island för konvojeskort. Ytterligare mekaniska problem, denna gång med fartygets kondensatorer, ledde till fler reparationer i Portsmouth mellan oktober 1941 och januari 1942. I mars 1942 ingick Ambuscade i den arktiska konvojen PQ 14 på dess sträcka från Skottland till Island, och för återvändande konvoj QP 9. Vid den här tiden stod det klart att Ambuscades återkommande mekaniska problem innebar att fartyget inte var lämpligt för eskorttjänst i konvojer, och Ambuscade tilldelades måltjänst.
I slutet av 1942 blev Ambuscade ett försöksfartyg för ubåtsjaktsvapen och sensorer, och utrustades med den experimentella ubåtsgranaten "Parsnip" i ett försök att tillhandahålla ett mer kapabelt ubåtsvapen som avfyrade framåt än "Hedgehog". "Parsnip" var dock ingen framgång och i maj 1943 utrustades Ambuscade med en prototypinstallation av "Squid"-granatkastare och dess tillhörande djupsökande Typ 147-sonar. Försöken med "Squid" var framgångsrika och vapnet installerades i stor utsträckning på nybyggda brittiska eskorter. Ambuscade fortsatte att användas som test- och utbildningsplattform fram till krigsslutet i Europa, varefter hon placerades i malpåse.
Ambuscade användes för explosionsförsök under 1946 och såldes för skrotning i november samma år och bröts upp av West of Scotland Shipbreaking Company i Troon i mars 1947.

## Exportvariant
Ambuscade låg till grund för Yarrows design av Douro-klassens jagare som tjänstgjorde i den portugisiska flottan (Marinha Portuguesa) från 1933 till 1967. Fem fartyg beställdes av Portugal 1932. De två första, NRP Douro och Tejo, som kölsträcktes den 9 juni 1932, såldes dock till den colombianska marinen innan de färdigställdes 1933. Detta var ett svar på kriget mellan Colombia och Peru som bröt ut 1932. De döptes om till ARC Antioquia respektive Caldas och tjänstgjorde för colombianerna som Antioquia-klassen. Den portugisiska flottan beställde ytterligare två fartyg för att ersätta dem. Två av fartygen byggdes på Yarrows varv i Clydebank, Skottland, och resten i Lissabon med Yarrow-maskineri.